# Kisoro
Kisoro è il capoluogo del Distretto di Kisoro in Uganda occidentale, situata vicino al confine con la Repubblica Democratica del Congo.

## Geografia fisica
Kisoro è una caratteristica cittadina, situata sotto le cime del vulcano Mufumbiro che fanno parte della catena dei vulcani Virunga abitati dai gorilla.

## Popolazione
I suoi abitanti sono Bafumbira; comprende hutu, tutsi e la tribù Batwa.

## Economia
Kisoro, ha un'economia prevalentemente agricola e di allevamento. Al mercato che appare molto colorato si possono trovare i prodotti principali; patate, fagioli, mais e sorgo  per la produzione di birra locale.
Nel centro della città ha sede l’Associazione Apicoltori Kisoro; dove poter assaggiare alcuni mieli locali delle foreste di Mgahinga e Bwindi.

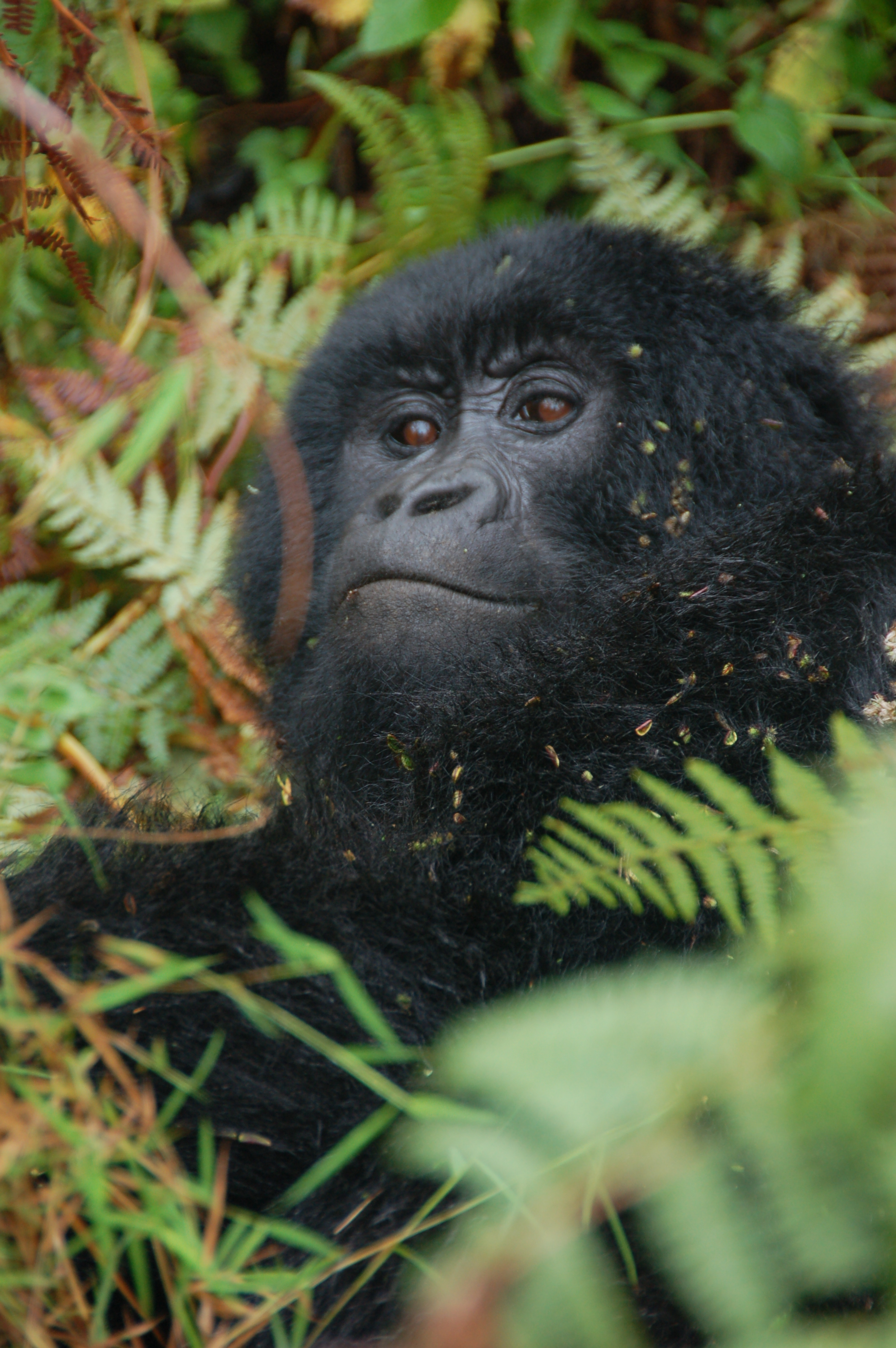
Gorilla nel Mgahinga Gorilla National Park

## Monumenti e luoghi d'interesse
I visitatori sono attirati dalla presenza di parchi naturali nelle vicinanze, nei quali poter fare trekking e vedere i gorilla. Il parco più vicino alla cittadina è il Mgahinga Gorilla National Park. Poco a nord dell'abitato si trova il Lago Mutanda.
Da Kiroro è facile anche passare i valichi di frontiera per andare nella Repubblica Democratica del Congo e in Ruanda.

## Infrastrutture e trasporti
Con i mezzi pubblici si può andare in direzione di Kampala, ma questi sono spesso in sovraccarico e in cattive condizioni inoltre le strade non sono molto buone, ed è consigliato l'uso di fuoristrada.
A Kisoro è presente una nuova pista di decollo dove charter collegano la cittadina con Entebbe.